# 趙協莘
趙協莘（?—?），江西省南昌府新建縣人，清朝政治人物、同進士出身。
光緒十一年（1885年）乙酉科江西鄉試第一名舉人。光緒十八年（1892年），参加光緒壬辰科殿試，登進士三甲6名。同年五月，以主事分部学习。